# Xamontarupt
Xamontarupt ([ʃaˌmɔ̃taˈʁy] ) ist eine französische Gemeinde mit 152 Einwohnern (Stand: 1. Januar 2022) im Département Vosges in der Region Grand Est. Sie gehört zum Arrondissement Saint-Dié-des-Vosges (bis 2024 Épinal) und zum Gemeindeverband Bruyères-Vallons des Vosges. Die Bewohner werden Rupéains und Rupéaines genannt.
Die Gemeinde erhielt 2024 die Auszeichnung „Drei Blumen“, die vom Conseil national des villes et villages fleuris (CNVVF) im Rahmen des jährlichen Wettbewerbs der blumengeschmückten Städte und Dörfer verliehen wird.

## Geografie
Die Gemeinde Xamontarupt liegt zwischen Épinal und Gérardmer in den westlichen Ausläufern der Vogesen. Das Gemeindegebiet von Xamontarupt umfasst den unteren Bereich des Ruisseau de la Cuve bis zur Mündung in den Vologne-Nebenfluss Barba sowie die bis zu 671 Meter Meereshöhe erreichenden Bergrücken westlich und östlich des Cuvetales. Im Bereich des Barbatales im Norden werden ca. 40 ha landwirtschaftlich genutzt, insbesondere zum Futtermittelanbau und als Viehweiden. Die Berghänge sind fast ausschließlich von Wäldern bedeckt (Forêt de Fossard), sodass der Waldanteil am Gemeindeareal etwa 70 % beträgt. Nachbargemeinden von Xamontarupt sind Faucompierre im Norden, Tendon im Osten und Süden, Éloyes und Jarménil im Südwesten sowie Cheniménil und Docelles im Westen.

## Geschichte
1656 wurde Xamontarupt erstmals urkundlich als Charmontaruz genannt.
Am 9. September 1944 kam es im Bereich Xamontarupt zu einem erbitterten Gefecht zwischen Alliierten und Deutschen – 14 Tage vor der Befreiung des Gebietes durch die US-Amerikaner.

### Bevölkerungsentwicklung
| Jahr      | 1962 | 1968 | 1975 | 1982 | 1990 | 1999 | 2006 | 2013 | 2022 |
| Einwohner | 96   | 108  | 95   | 82   | 140  | 138  | 153  | 148  | 152  |

Im Jahr 1806 wurde mit 486 Bewohnern die bisher höchste Einwohnerzahl ermittelt. Die Zahlen basieren auf den Daten von cassini.ehess und INSEE.

## Kultur und Sehenswürdigkeiten

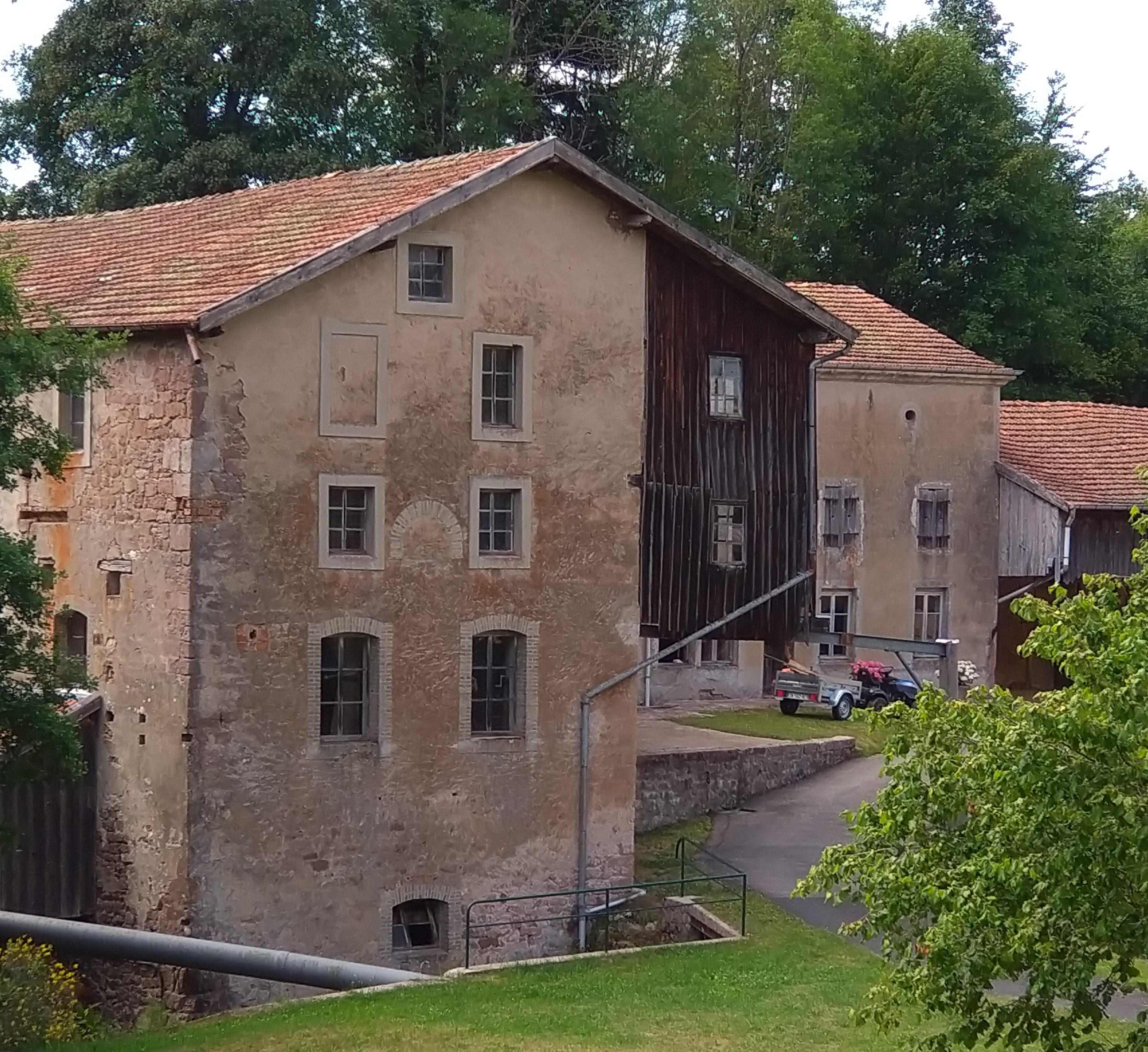
Altes Mühlengebäude, Monument historique

Oberhalb des Dorfes befindet sich der Standort einer Stechpalme, die mit ca. 400 Jahren zu den ältesten Pflanzen dieser Art gehört. Bei Jägern und Anglern ist das Gebiet um Xamontarupt für seinen Wild- und Fischreichtum bekannt. In Xamontarupt gibt es keine Kirchen und Kapellen. Für die Gläubigen ist die Kirche in der Nachbargemeinde Docelles zuständig.

## Wirtschaft und Infrastruktur
In Xamontarupt sind drei Landwirtschaftsbetriebe ansässig, die Rinder-, Ziegen- und Schafzucht betreiben. Außer einem kleinen Handwerksbetrieb gibt es in der Gemeinde keine weiteren Unternehmen, sodass einige Einwohner in Betriebe und Einrichtungen benachbarter Gemeinden pendeln. Die nächstgelegene Schule befindet sich in der Nachbargemeinde Docelles.

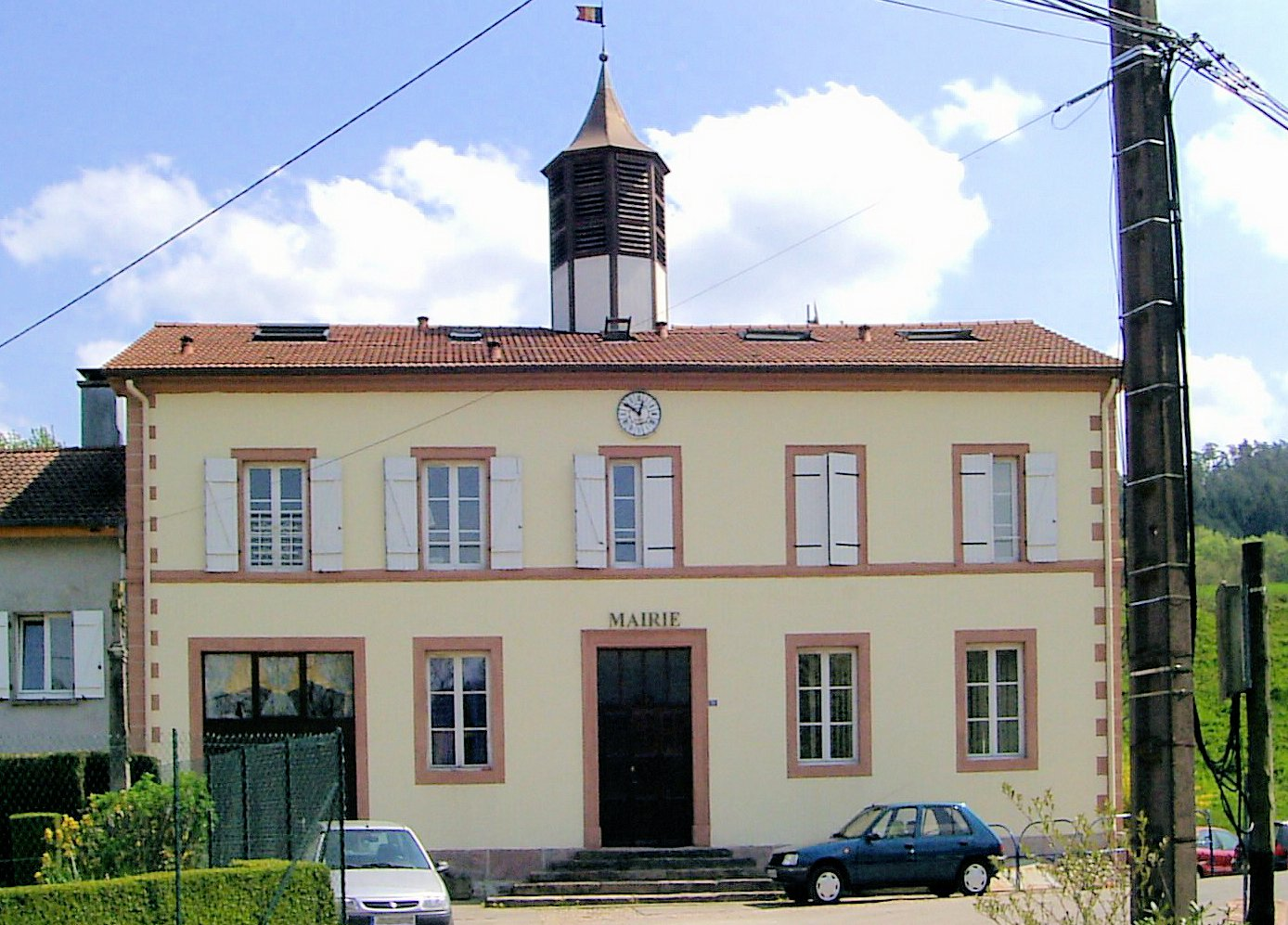
Rathaus Xamontarupt

Die Gemeinde liegt an der Fernstraße D 11 von Épinal nach Le Tholy. Der Bahnhof Cheniménil-Docelles an der Strecke Épinal-Saint-Dié-des-Vosges-Saales-Strasbourg ist fünf Kilometer von Xamontarupt entfernt.

## Belege
1. ↑  Xamontarupt. Conseil national des villes et villages fleuris, abgerufen am 12. Februar 2025 (französisch).
2. ↑  Xamontarupt auf cassini.ehess
3. ↑  Xamontarupt auf insee.fr
4. ↑  Landwirtschaftsbetriebe auf annuaire-mairie.fr (französisch)